# Steinbach am Attersee

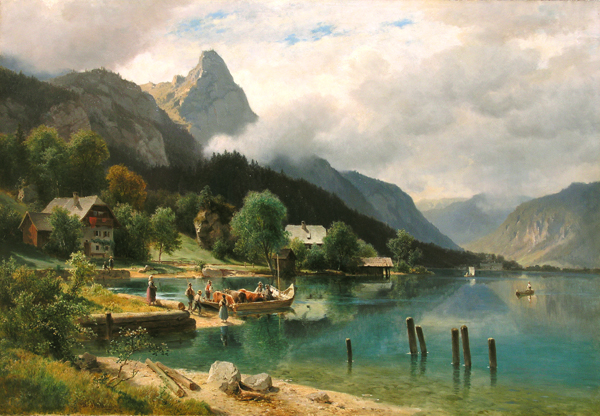
Ludwig Halauska: Weißenbach am Attersee, 1872, Öl auf Leinwand

Steinbach am Attersee  ist flächenmäßig die größte Gemeinde  im Bezirk Vöcklabruck im Hausruckviertel in Oberösterreich mit 898 Einwohnern (Stand 1. Jänner 2024). Der zuständige Gerichtsbezirk ist Vöcklabruck. Steinbach ist seit 2008 Teil der Bergsteigerdörfer-Initiative des ÖAV.

## Geografie
Steinbach am Attersee liegt auf 509 m Höhe am Attersee im Hausruckviertel. Das Gemeindegebiet wird in den Attersee entwässert, die größten Bäche sind Kienbach, Steinbach, Dürrenbach und Äußerer Weißenbach. Vom See steigt das Land nach Osten  zum Höllengebirge an. Die höchste Erhebung ist der Grünalmkogel mit 1821 m. Die Ausdehnung beträgt von Nord nach Süd 8,6 km und von West nach Ost 10,9 km. Die Gemeinde hat eine Fläche von 62 km². Davon sind 60 % bewaldet, 5 % landwirtschaftliche Nutzfläche und 12 % Gewässer.

### Ortsteile der Gemeinde
Das Gemeindegebiet umfasst folgende Ortschaften (in Klammern Einwohnerzahl Stand 1. Jänner 2024):
- Berg (17)
- Blümigen (35)
- Dorf (55)
- Feld (23)
- Forstamt (16)
- Gmauret (6)
- Haslach (18)
- Hochlecken (1)
- Kaisigen (161)
- Kienklause (5)
- Kiental (11)
- Oberfeichten (32)
- Seefeld (92)
- Steinbach am Attersee (168)
- Unterfeichten (96)
- Unterroith (64)
- Weißenbach am Attersee (98)

### Nachbargemeinden
| Nußdorf am Attersee  | Weyregg am Attersee                         | Altmünster (GM)          |
| Unterach am Attersee | Kompassrose, die auf Nachbargemeinden zeigt | Ebensee am Traunsee (GM) |
| Sankt Gilgen (SL)    | St. Wolfgang im Salzkammergut (GM)          | Bad Ischl (GM)           |

## Geschichte
Steinbach war schon in vorchristlicher Zeit von den Kelten besiedelt.
Steinbach am Attersee war bis zum Jahr 1120 der Pfarre Altmünster unterstellt. Als sich zu diesem Zeitpunkt St. Georgen im Attergau von Altmünster loslöste, wurde Steinbach dieser Pfarre als Expositur unterstellt. 1276 wird erstmals eine Pfarrkirche urkundlich erwähnt. Die eigene Pfarrchronik beginnt mit dem Jahre 1781.
Seit 1490 wird der Ort dem Fürstentum bzw. Erzherzogtum Österreich ob der Enns, seit 1918 Oberösterreich, zugerechnet.
Bis zum Bau einer durchgehenden Straße am Attersee-Ostufer verharrte Steinbach in stiller Abgeschiedenheit.
Der Genius loci ist zweifellos Gustav Mahler, der in drei Sommermonaten am Seeufer seine dritte Symphonie komponierte, in der nach Meinung vieler die Seelandschaft unverkennbar mitklingt.
Nach dem „Anschluss Österreichs“ an das Deutsche Reich am 13. März 1938 gehörte der Ort zum Gau Oberdonau. 1945 erfolgte die Wiederherstellung Oberösterreichs.

### Einwohnerentwicklung
Grund für den Bevölkerungsrückgang ist die negative Wanderungsbilanz, die durch eine leicht positive Geburtenbilanz nicht ausgeglichen werden konnte.

## Kultur und Sehenswürdigkeiten

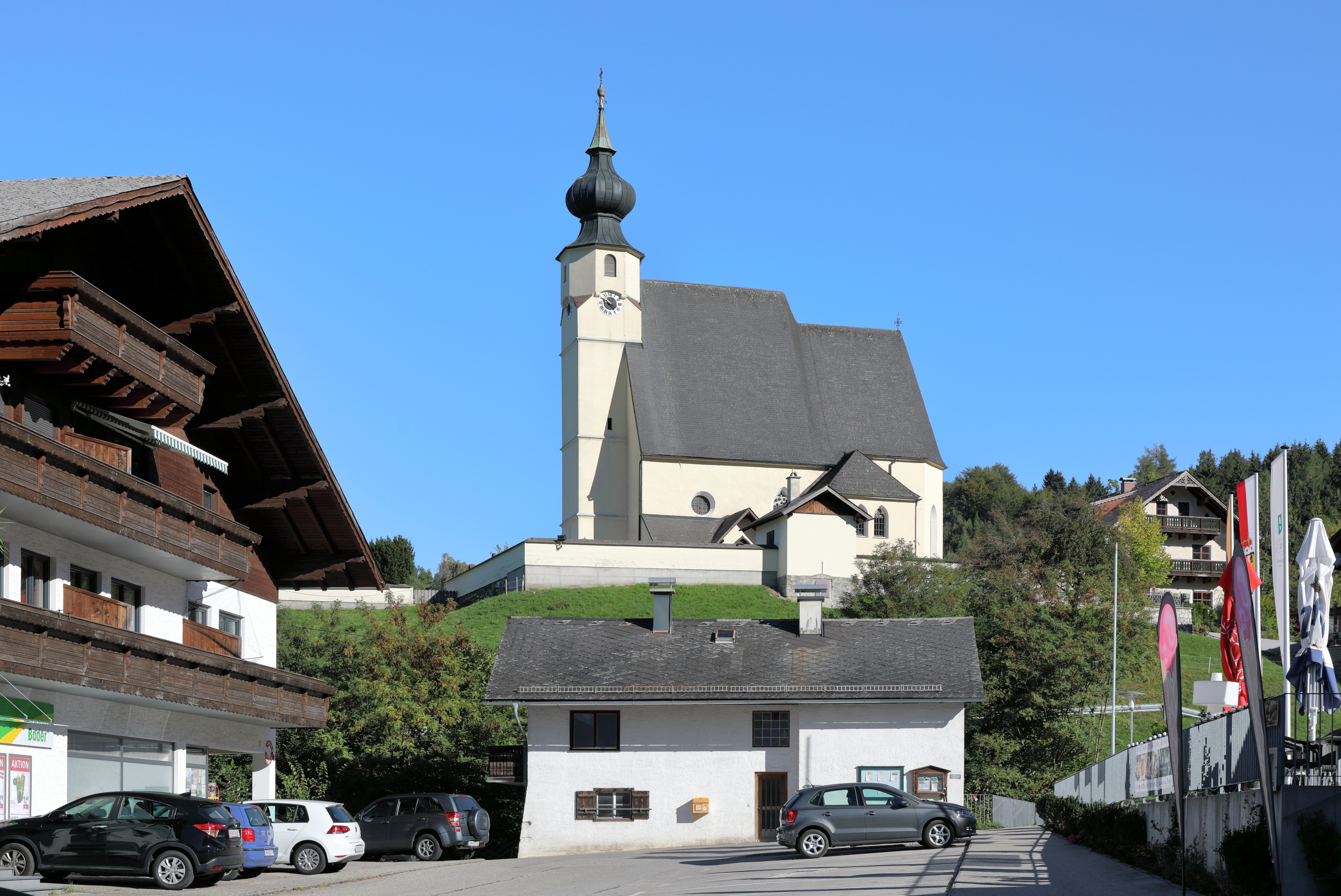
Ortszentrum mit der in erhöhter Lage errichteten spätgotischen Pfarrkirche

### Bauwerke
- Die Pfarrkirche zum hl. Andreas steht auf einem Hügel, der zu manchen Vermutungen Anlass gibt. Mitte des 19. Jahrhunderts fand man hier bei Grabungen auf dem Friedhof Statuetten heidnischer Gottheiten. Es dürften somit bereits Kelten und Römer diesen Platz benutzt haben. Eine Sage erzählt von einer warmen Quelle unweit der Kirche und von Höhlen im Kirchenhügel. Der Gedanke an einen heidnischen Kultplatz liegt somit nahe. Eine christliche Kirche an dieser Stelle gilt für das Jahr 760 als bezeugt. Die Bauzeit des heutigen Gotteshauses ist nicht genau bekannt, jedoch wird die Entstehung des Turmes mit etwa 1410 angenommen. Der ungefähr 100 Jahre jüngere spätgotische Kirchenbau, manche Sekundärquellen sprechen von 1516, der dem heiligen Andreas geweiht ist, entstand unter der Bauhütte Stefan Wultinger aus Wilding bei Vöcklamarkt.
- Am Seezugang des Gasthofs Föttinger befindet sich das Komponierhäuschen, in dem Gustav Mahler 1893–1896 bei seinen Aufenthalten am Attersee die 2. und die 3. Symphonie komponierte. In dem Häuschen, das 1983 renoviert wurde, befindet sich eine kleine Ausstellung über den Komponisten.
- Das Forsthaus in Weißenbach wurde von Gustav Klimt für seine letzten Sommeraufenthalte genutzt. In den Jahren 1914–1916 mietete sich Gustav Klimt in diesem Haus ein und malte das Forsthaus zweimal – es war seine einzige Sommerresidenz, die er auch malte. Ein anderes Bild zeigt ein Holzknechthaus unterhalb des Schobersteins. Gustav Klimts Entdeckung des Attersees als Refugium für die Sommerfrische begann im Sommer 1900.
- Die Villa Langer wurde 1891 für Ing. Josef Brauner, den Mitbegründer und Miteigentümer der Wiener Lohner-Werke, gebaut. Josefs Tochter Hedwig Brauner heiratete Friedrich Paulicks Sohn. Aus dieser Ehe stammt Hedwig Paulick, die mit Gustav Langer verheiratet war. Das Haus ist noch immer im Familienbesitz. Gustav Klimt und seine Gefährtin Emilie Flöge verbrachten ihre letzte Sommerfrische in der Villa Langer in Weißenbach im Jahre 1916.

### Sternenpark
Im Jahr 2021 wurde die Region Naturpark Attersee-Traunsee zum ersten Sternenpark Österreichs ernannt. Basis dafür war die Gemeinde Steinbach, die ihre Straßenbeleuchtung erneuerte und sich mit der Auswirkung des künstlichen Lichtes auf die Natur beschäftigte. Steinbach wurde damit 2019 zur Modellgemeinde in Oberösterreich.

### Sport
Mit der Tauchstelle „Ofen“ weist Steinbach eine herausfordernde, weil nahe dem Ufer steil in eine Tiefe von weit über 100 m abfallende Stelle für Sporttauchen auf. Es kam wiederholt zu tödlichen Unfällen. Am 13. Mai 2018 wurde ein Toter aus 143,5 m Tiefe per Tauchroboter geborgen.

## Wirtschaft und Infrastruktur
| Die Seeleiten Straße B 152 verläuft südwärts durch den Ort entlang des Seeufers, jedoch geradlinig über den Schwemmkegel, der sich nördlich des Ortszentrums westwärts in den See ausbreitet und hier Schwimmbad und Campingplätze beherbergt. Im südlich davon gelegenen Ortszentrum liegt die Anlegestelle der Atterseeschifffahrt und zweigt die Großalm Landesstraße in Richtung Nordosten ab. Diese führt über Kienklause und Taferlklause (mit dem Taferlklaussee) nördlich des Bergs Hochlecken nach Altmünster am Traunsee. Die Radroute nach Kienklause verläuft etwas nördlich der Großalmstraße vom Schwemmkegel dem rechten Ufer des Kienbachs (als Kiental) entlang. Im Jahr 2011 waren in der Landwirtschaft 13, im Produktionssektor 56 und im Dienstleistungssektor 174 Erwerbstätige beschäftigt. Von den 371 Erwerbstätigen, die in Steinbach am Attersee lebten, arbeiteten 129 in der Gemeinde, 242 pendelten aus. Von den umliegenden Gemeinden kamen 114 Menschen zur Arbeit nach Steinbach am Attersee Die Anzahl der Übernachtungen stieg von 57.000 im Jahr 2010 auf 84.000 im Jahr 2019. | Hier fehlt eine Grafik, die leider im Moment aus technischen Gründen nicht angezeigt werden kann. Wir arbeiten daran! |

## Politik
Der Gemeinderat hat 13 Mitglieder.

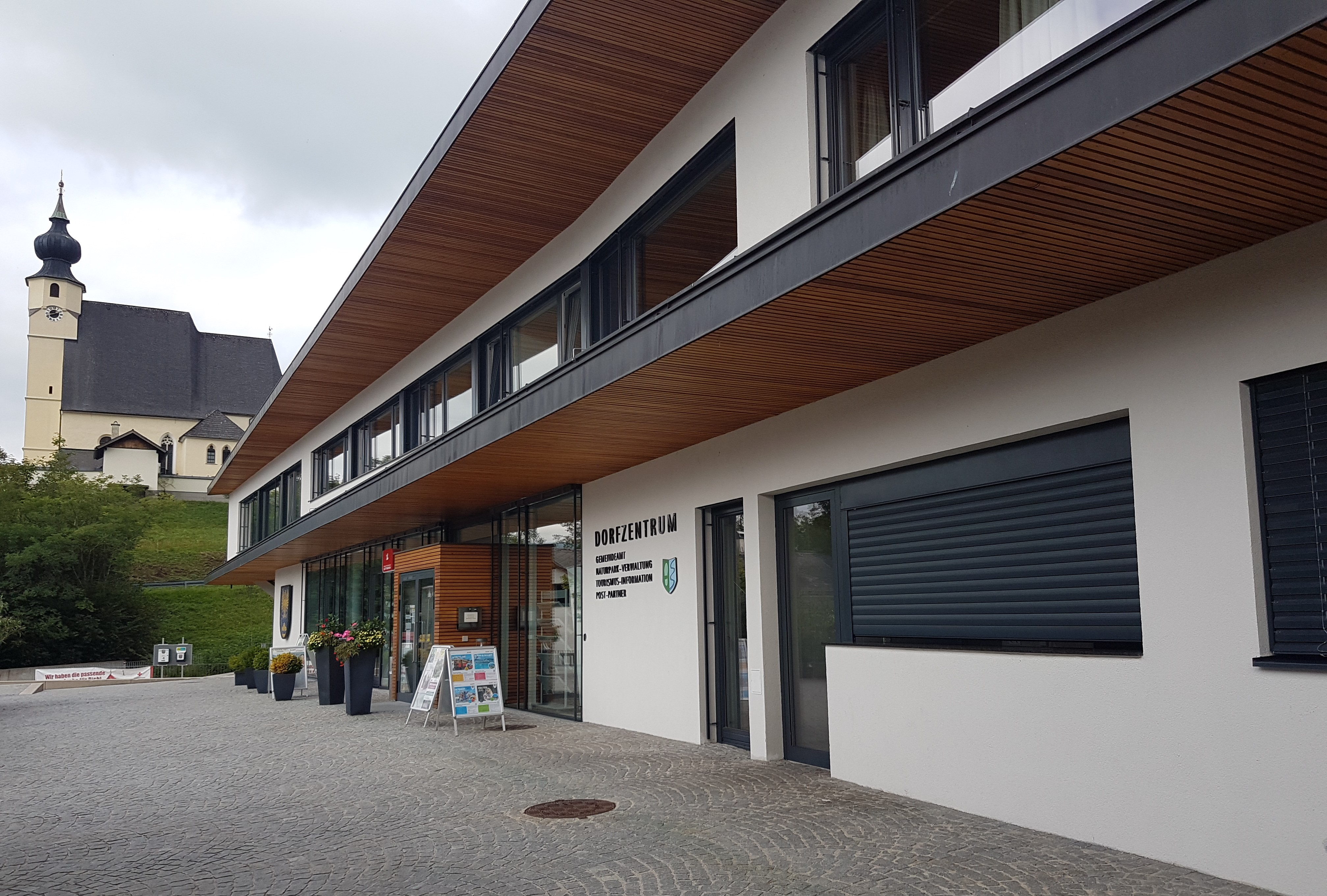
Das "Dorfzentrum" mit Gemeindeamt von Steinbach am Attersee.

- Mit den Gemeinderats- und Bürgermeisterwahlen in Oberösterreich 1997 hatte der Gemeinderat folgende Verteilung: 6 ÖVP, 3 SPÖ, 3 SONST und 1 FPÖ.
- Mit den Gemeinderats- und Bürgermeisterwahlen in Oberösterreich 2003 hatte der Gemeinderat folgende Verteilung: 6 ÖVP, 4 SPÖ, 2 SONST und 1 SONST.
- Mit den Gemeinderats- und Bürgermeisterwahlen in Oberösterreich 2009 hatte der Gemeinderat folgende Verteilung: 8 ÖVP, 4 SPÖ und 1 FPÖ.
- Mit den Gemeinderats- und Bürgermeisterwahlen in Oberösterreich 2015 hatte der Gemeinderat folgende Verteilung: 8 ÖVP, 3 SPÖ und 2 GRÜNE.
- Mit den Gemeinderats- und Bürgermeisterwahlen in Oberösterreich 2021 hat der Gemeinderat folgende Verteilung: 8 ÖVP und 5 GRÜNE.[10]

### Bürgermeister
Bürgermeister seit 1886 waren:
- 1886–1889 Josef Kreuzer
- 1889–1892 Andreas Wolfsgruber
- 1892–1895 Matthias Zopf
- 1895–1913 Matthias Fürthauer
- 1913–1922 Johann Zopf
- 1922–1924 Franz Stadler
- 1924–1938 Johann Zopf
- 1938–1945 Franz Adam
- 1945–1946 Matthias Ebner
- 1946–1962 Josef Kneissl
- 1962–1973 Franz Föttinger
- 1973–1985 Johann Resch
- 1985–2003 Engelbert Hausleithner
- 2003–2014 Franz Kneißl (ÖVP)
- seit 2014 Nicole Eder (ÖVP)[12]

### Wappen
Blasonierung: In Blau über einem goldenen, von einer blauen Wellenleiste durchzogenen Felsen ein goldener Adler mit goldener Krone und roter Zunge. Die Gemeindefarben sind Gelb-Blau.
Das 1970 verliehene Gemeindewappen symbolisiert mit dem Felsen und dem Bach den Ortsnamen. Der Adler entstammt dem Wappen der Polheimer zu Wartenburg,  den Inhabern der Herrschaft Kogl, zu der der größte Teil des heutigen Gemeindegebietes von Steinbach gehörte. Fels und Adler verweisen aber auch auf die Lage der Gemeinde am Höllengebirge und ihre Tierwelt.

## Persönlichkeiten

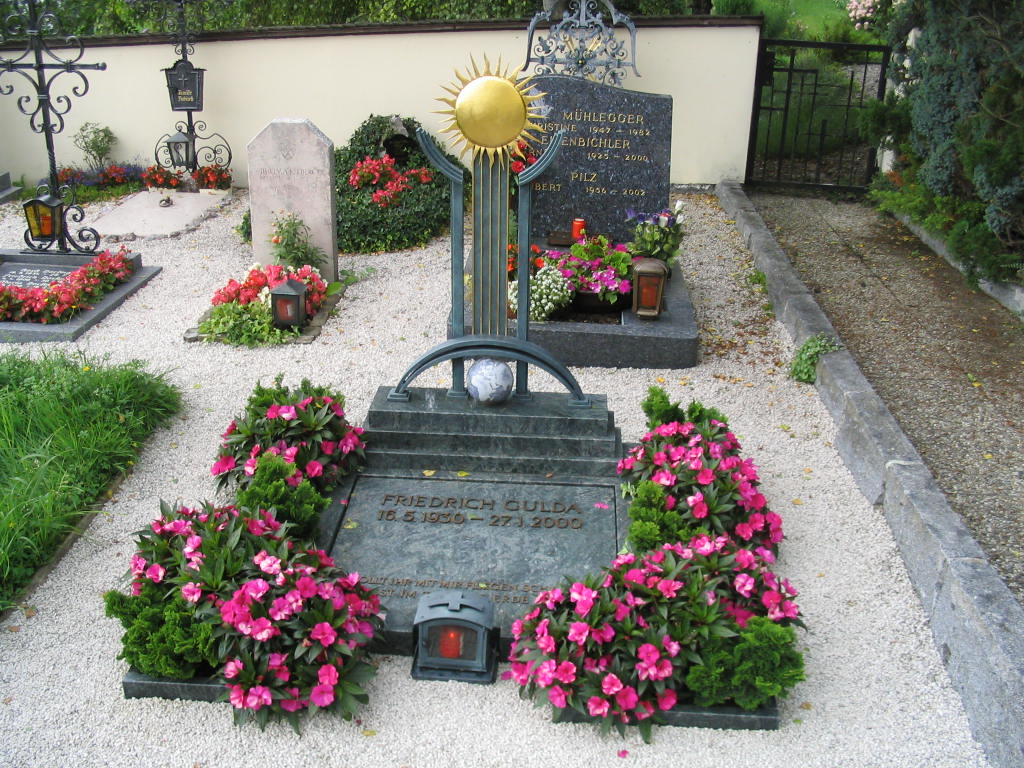
Grab von Friedrich Gulda

In Steinbach am Attersee sind der Pianist Friedrich Gulda (1930–2000) und der Philatelist Philipp von Ferrary (1850–1917) begraben, wobei letzterer hier unter dem Namen „Philipp Arnold“ bestattet ist. Eine Marmortafel am Eingang der Pfarrkirche weist auf ihn hin. 1995 verstarb hier der Schauspieler Franz Stoß (1909–1995), der in Steinbach lange Zeit einen Zweitwohnsitz besaß.

### Söhne und Töchter der Gemeinde
- Wolfgang Eder (* 1952), Manager